# Villa Devoto (Cagliari)
Villa Devoto è un edificio con annesso parco di Cagliari, sede istituzionale della Presidenza della Regione Autonoma della Sardegna. 
Si trova nel quartiere di Stampace, e ha l'ingresso principale in via Oslavia, un secondo in viale Luigi Merello e un terzo in via Vittorio Veneto.

## Storia
La villa viene costruita tra il 1915 e il 1919 da Oddone e Girolamo Devoto, nel 1955 viene acquistata dalla Regione Autonoma della Sardegna, nata sei anni prima, per farne sede istituzionale della presidenza della Regione. Da allora a oggi la villa è stata quasi sempre usata con tale funzione, tranne per un breve periodo degli anni sessanta, in cui al suo posto si usò la Villa Scano di Viale Trento, nel 2002 dal presidente Mauro Pili (che più volte riunì la giunta al Forte Village, un albergo di Pula in quanto riteneva la villa troppo piccola) e dal 2004 al 2009, in quanto il presidente della Regione Renato Soru preferì svolgere le riunioni della Giunta nel Palazzo Regionale di Viale Trento per una scelta di sobrietà , in coerenza con quanto richiesto agli assessori (per esempio nell'uso delle auto blu)
 e adattare la villa ad altre destinazioni d'uso (tra le quali si cita quella di trasformare la villa in asilo nido e di aprire il parco al pubblico). Nel 2010, dopo un breve restauro, il presidente Ugo Cappellacci decide di riutilizzare la villa come sede di rappresentanza.

## Il Parco
Il parco della villa si estende su una superficie di 17.000 metri quadrati e ospita numerose essenze arboree, alcune anche molto rare; specie di particolare rilevanza è, ad esempio, il terebinto (Pistacia terebintus), citata fra le piante monumentali della Sardegna, non per il fatto di esser rara (in quanto è diffusa anche in altre zone dell'isola) ma piuttosto proprio per essere stata piantata all'interno del parco della Villa e tutelata tramite decreto.
All'interno del parco sono ospitate anche alcune sculture di Pinuccio Sciola.

## Opere d'arte
La villa è anche un'interessante galleria d'arte, ospitando la Collezione Regione Sardegna.
Oltre alle già citate sculture di Sciola, sono ospitate opere di Foiso Fois, quali l'Eleonora d'Arborea del 1957 e La rivoluzione di Giovanni Maria Angioy del 1958, di Biasi, Sassu.